# Marina Abramović
Marina Abramović (AFI: [marǐːna abrǎːmoʋitɕ]; in serbo Марина Абрамовић; Belgrado, 30 novembre 1946) è un'artista serba naturalizzata statunitense.
Attiva fin dagli anni sessanta del XX secolo è definita la «madrina della performance art»: il suo lavoro esplora le relazioni tra l'artista e il pubblico, e il contrasto tra i limiti del corpo e le possibilità della mente.

## Biografia
Nata a Belgrado, nipote di un patriarca della chiesa ortodossa serba, successivamente proclamato santo. Entrambi i genitori erano partigiani nella seconda guerra mondiale: suo padre Vojin Abramović (conosciuto come Vojo) fu un comandante riconosciuto, dopo la guerra, eroe nazionale; sua madre, Danica Rosić, maggiore dell'esercito, alla metà degli anni sessanta fu nominata direttrice del Museo della Rivoluzione e Arte in Belgrado.
Marina ricevette la sua prima lezione d'arte dal padre all'età di 14 anni: era il 30 novembre 1960; avendo chiesto al genitore di comprarle dei colori, lui si presentò con un amico il quale cominciò con il tagliare a caso un pezzo di tela, poi una volta steso a terra vi gettò sopra colla, sabbia, pietrisco, bitume, colori vari dal giallo al rosso, poi dopo aver cosparso il tutto con trementina collocò un fiammifero al centro della composizione che fu avvolta dalle fiamme e disse: "Questo è il tramonto".
Dal 1965 al 1972 studia presso l'Accademia di Belle Arti di Belgrado. Dal 1973 al 1975 ha insegnato presso l'Accademia di Belle Arti di Novi Sad, mentre creava le sue prime performance. Nel 1974 viene conosciuta anche in Italia, dove presenta la sua performance, Rhythm 4, esposta a Milano, nella Galleria Diagramma di Luciano Inga Pin. Nel 1976 lascia la Jugoslavia per trasferirsi ad Amsterdam. Nello stesso anno inizia la collaborazione e la relazione (che durerà fino al 1988) con Ulay, artista tedesco. Nel 1997 vince il Leone d'oro alla Biennale di Venezia con l'esecuzione Balkan Baroque. 
Dopo 12 anni di amore e di sodalizio artistico, Abramović e Ulay decidono di lasciarsi e di sancire la fine del loro rapporto con un'ultima performance, The Wall Walk in China: entrambi percorrono a piedi una parte della grande muraglia cinese partendo da capi opposti per incontrarsi a metà strada e dirsi addio. Seguono anni di ostilità e battaglie legali circa i diritti d'autore della produzione artistica: Ulay denuncia Marina per aver venduto autonomamente opere appartenenti ad entrambi. Nel settembre 2016 il giudice gli dà ragione e costringe Marina a versare 250.000 euro all'ex partner per violazione di un contratto firmato nel 1999, che regolamentava l'uso dei lavori realizzati insieme fra il 1976 e il 1988. Si riavvicineranno nel 2010, durante una performance di Marina al MoMa di New York 

## Performances

### Rhythm 10, 1973
Nella sua prima performance, esplora elementi di ritualità gestuale. Usando venti coltelli e due registratori, l'artista esegue un gioco russo nel quale ritmici colpi di coltello sono diretti tra le dita aperte della mano (il gioco del coltello). Ogni volta che si taglia, deve prendere un nuovo coltello dalla fila dei venti che ha predisposto e l'operazione viene registrata. Dopo essersi tagliato venti volte, l'esecutore fa scorrere la registrazione, ascolta i suoni e tenta di ripetere gli stessi movimenti, cercando di replicare gli errori, mescolando passato e presente. Tenta di esplorare le limitazioni fisiche e mentali del corpo: "Una volta che sei entrato nello stato dell'esecuzione, puoi spingere il tuo corpo a fare cose che non potresti assolutamente mai fare normalmente" (Kaplan)

### Rhythm 0, 1974
Performance  nello Studio Morra a Napoli. Abramović si presenta al pubblico posando sul tavolo diversi strumenti di "piacere" e "dolore"; fu detto agli spettatori che per un periodo di sei ore l'artista sarebbe rimasta passivamente priva di volontà e avrebbero potuto usare liberamente quegli strumenti con qualsiasi volontà. Si era imposta tale prova in un tempo prefissato secondo una strategia di John Cage, adottata da molti altri artisti performativi allo scopo di dare un inizio e una fine a un evento non lineare.
Ciò che era iniziato piuttosto in sordina per le prime tre ore, con i partecipanti che le giravano intorno con qualche approccio intimo, esplose poi in uno spettacolo pericoloso e incontrollato; tutti i suoi vestiti vennero tagliuzzati con le lamette; nella quarta ora le stesse lamette furono usate per tagliare la sua pelle e succhiare il suo sangue. Il pubblico si rese conto che quella donna non avrebbe fatto niente per proteggersi ed era probabile che potesse venir violentata; si sviluppò allora, tra il pubblico, un gruppo di protezione e, quando le fu messa in mano una pistola carica e il suo dito posto sul grilletto, scoppiò un tafferuglio tra il gruppo degli istigatori e quello dei protettori. Mettendo il proprio corpo in condizione di essere leso, anche fino alla morte, la Abramović aveva creato un'opera artistica molto seria: "Affrontare le sue paure in relazione al proprio corpo".

### Rhythm 5, 1974
Il numero "5" del titolo fa riferimento a una stella a cinque punte. Furono realizzate due stelle con assi di legno posizionate una dentro l'altra. Con quest'opera l'artista ha cercato di rievocare l'energia prodotta dal dolore, in questo caso utilizzando una grande stella intrisa di petrolio, che accende all'inizio della performance. Rimanendo fuori dalla stella, la Abramović inizia a tagliarsi i capelli e le unghie di mani e piedi. Terminata ognuna delle operazioni, inizia a gettare i ritagli nelle fiamme, creando ogni volta un'esplosione di luce. Bruciando la stella a cinque punte l'artista ha voluto rappresentare il concetto di purificazione fisica e mentale, riferendosi contemporaneamente all'appartenenza politica del suo passato.
Nell'atto finale della purificazione, Marina Abramović salta attraverso le fiamme, spingendosi nel centro della grande stella. A causa della luce e del fumo che emana dal fuoco, l'osservatore non si rende conto che, una volta all'interno della stella, l'artista ha perso conoscenza a causa della mancanza di ossigeno. Alcuni membri del pubblico comprendono cosa è accaduto, solo quando le fiamme le giungono molto vicino al corpo. Un medico e vari spettatori intervengono per estrarla dalla stella.
Abramović più tardi commentò su questa esperienza: "Ero molto arrabbiata perché avevo capito che c'è un limite fisico: quando perdi conoscenza non puoi essere presente; non puoi esibirti." (Daneri, 29).

### Art Must Be Beautiful, 1975
Nel corso di questa performance, l'artista si spazzola i capelli per un'ora con una spazzola di metallo nella mano destra e contemporaneamente si pettina con un pettine di metallo nella sinistra mentre ripete continuamente "L'arte deve essere bella, l'artista deve essere bello" fino a quando si sfregia il volto e si fa sanguinare la cute.

### Thomas Lips, 1975
In questa esecuzione esplora all'estremo i limiti fisici del proprio corpo arrivando, tramite una serie di azioni, anche a superarli. Esordisce mangiando un chilogrammo di miele con un cucchiaio d'argento, prosegue bevendo un litro di vino bianco e rompendo con la sua stessa mano il bicchiere. Poco a poco l'azione diventa più violenta, e culmina in atti di autolesionismo, come l'incisione di una stella a cinque punte che l'artista pratica con un rasoio sul proprio ventre: è un'immagine violentissima e cruda che diventa una vera e propria icona della performance art. Facendo riferimento a diversi temi propri della fede cristiana e a riti di purificazione e di autopunizione, si fustiga e si distende su una croce composta di blocchi di ghiaccio e, mentre un getto d'aria calda diretta sul suo ventre fa sanguinare la stella incisa, il resto del corpo comincia a gelare. Gli spettatori, che non riescono a rimanere passivi dinanzi a una simile visione, intervengono togliendola di forza dallo stato di congelamento. L'esecuzione diventa un dialogo, un rapporto diretto di azione e reazione, tra l'esecutrice e lo spettatore che non può restare inattivo mentre assiste in prima persona all'azione ed è quindi psicologicamente costretto a reagire. La reazione dello spettatore diventa l'oggetto dell'esecuzione.

### Freeing The Body, 1976
Si avvolge la testa in una sciarpa nera e inizia a muoversi a ritmo di un tamburo africano, balla finché non è completamente esausta e cade per terra; l'esecuzione dura otto ore.

### Freeing The Memory, 1976
L'artista rimane seduta con la testa reclinata all'indietro mentre pronuncia tutte le parole che è in grado di ricordare: parla prevalentemente serbo-croato, ma anche inglese e olandese. Recitando tutte le parole immagazzinate nella propria mente tenta di liberarsi della lingua acquisita intesa come convenzione comunicativa.

### Freeing The Voice, 1976
Sempre nel corso di tale performance, la Abramović giace supina con la testa reclinata all'indietro, in modo che il suo volto sia perfettamente visibile al pubblico, spalanca la bocca ed inizia ad emettere un unico suono atono. Inizialmente sembra un grido di richiesta di aiuto poi diviene più introverso e successivamente, incontrollato. Il senso dell'esecuzione è da ricercarsi nell'istintivo rispondere al grido da parte del pubblico: la reazione dello spettatore diventa l'esecuzione stessa. Poi la sua voce vacilla, si trasforma in pesante respirazione ed infine muore. Il fisico è stato svuotato e l'annullamento del corpo segue quello della mente. La stessa Marina Abramović, in un'intervista relativa a questo lavoro dice: "Quando gridi in questo modo, senza interruzione, in un primo momento riconosci il suono della tua stessa voce, ma successivamente quando ti spingi ai tuoi stessi limiti la tua voce diventa un puro oggetto sonoro".
Freeing The Body, Freeing The Memory e Freeing The Voice sono una serie di esecuzioni in cui Marina Abramović si prefigge il fine di purificare il proprio corpo e la propria mente e di scivolare in uno stato di incoscienza; quindi nella prima muove incessantemente il proprio corpo fino a crollare a terra; nella seconda riprende parole dalla propria memoria fino a non ricordare più nulla e nella terza urla fino a perdere la voce.

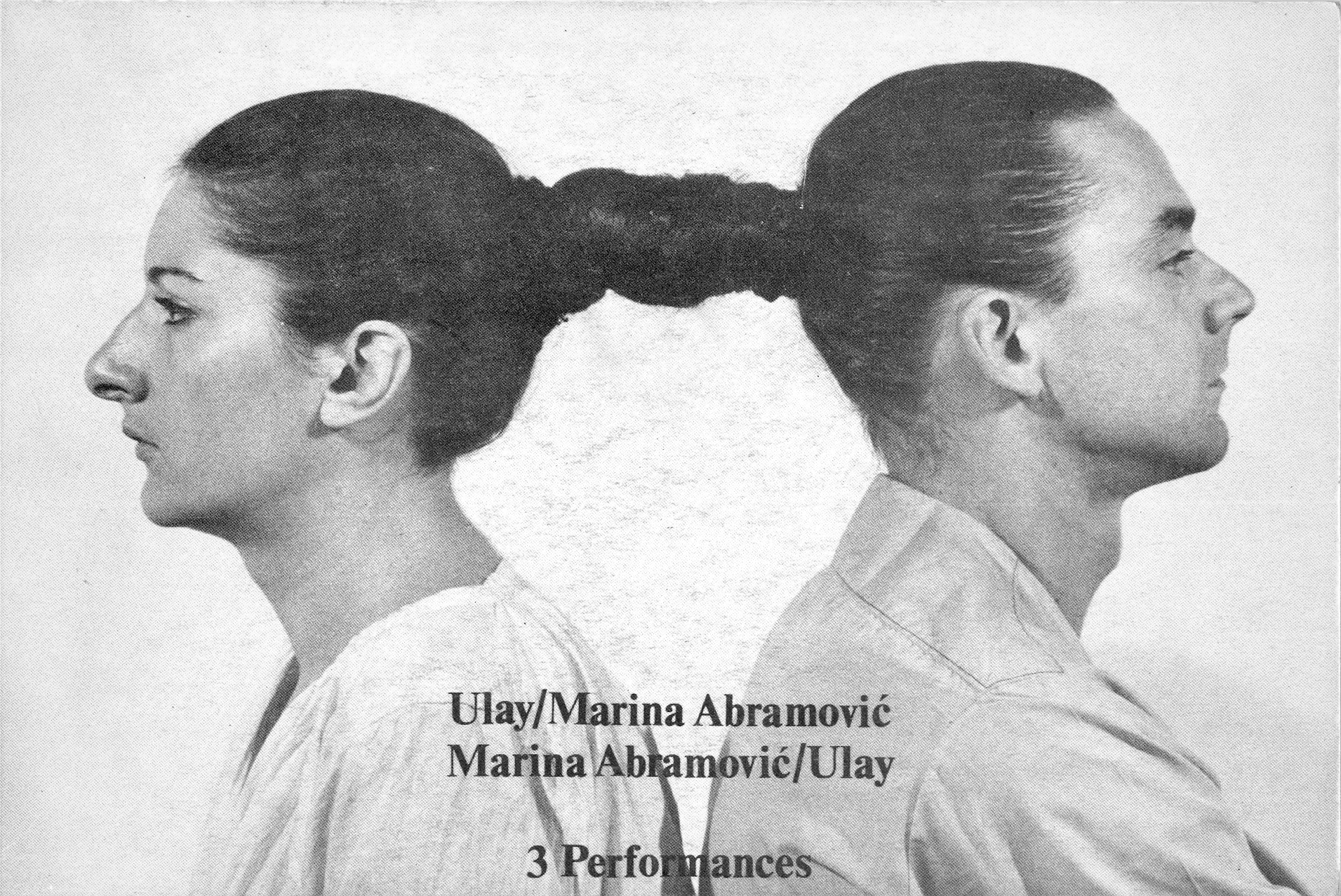
Ulay e Marina Abramović

### Imponderabilia, 1977
In collaborazione con l'artista tedesco e suo compagno Ulay, Marina Abramović mostra a Bologna presso la Galleria d'arte moderna la performance. Entrambi sono in piedi, nudi, ai lati di una stretta porta che consente l'ingresso nella galleria. Chi vuole entrare è costretto a passare in mezzo ai loro corpi, decidendo con imbarazzo se rivolgersi verso il lato del nudo maschile o verso quello del nudo femminile.
Nello stesso anno, realizza la performance Spirit cooking che avrebbe poi ispirato l'omonimo libro di presunte ricette afrodisiache e di evocazione spirituale, che prevedeva l'impiego di parti di inusuali bestie morte, come il liquido seminale e il sangue di maiale.

### Rest Energy, 1980
In collaborazione con l'artista tedesco e suo compagno Ulay, presso il MoMA, l'artista ha presentato una delle performance che lei stessa descrive "dove io non ho il controllo". La performance si basa su Marina che brandisce un arco rivolto verso di sé, mentre Ulay ne tende la corda tirando verso il suo lato una freccia puntata sul cuore della donna.

### City of Angels, 1983
Video sperimentale di Marina Abramović e Ulay, prodotto da Michael Laub per la televisione belga. Ambientato in Thailandia nella città di Ayutthaya, vede la presenza di soli interpreti thailandesi, è privo di narrazione fuori campo e il sonoro è esclusivamente in lingua thailandese. Intende rappresentare la bellezza del luogo e delle sue rovine risalenti al XVIII secolo.

### Dragon Heads, 1990
Seduta immobile su una sedia circondata da un cerchio formato da blocchi di ghiaccio, l'artista ha cinque pitoni che si muovono sul suo corpo, lunghi 2, 3 e 4 metri e privati di cibo nelle due settimane precedenti l'esecuzione.

### Balkan Baroque, 1997
Performance tenuta alla Biennale di Venezia in cui l'artista, seduta su tonnellate di femori di bovino, li pulisce in modo ossessivo per 6 ore al giorno per 4 giorni, come atto di denuncia per la guerra in Jugoslavia.

### The Hero, 2001
Performance e video in bianco e nero, durata 14'21".
L'opera è dedicata al padre dell'artista, soldato che si batteva contro i nazisti nella seconda guerra mondiale, morto nello stesso anno della performance.
Abramovic siede inespressiva su un cavallo bianco, tenendo una bandiera bianca che si muove con il vento. Una voce femminile canta in sottofondo l'inno nazionale jugoslavo. Il video è in bianco e nero, per enfatizzare la memoria del passato.
La bandiera bianca in un contesto bellico è simbolo di resa e fine delle ostilità, il cavallo bianco rimanda anch'esso al concetto di pace, inoltre in questo caso rievoca un episodio accaduto in guerra ai genitori dell'artista.

### Mambo a Marienbad, 2001
Performance presso il padiglione Charcot dell'ex ospedale psichiatrico di Volterra. Il titolo della performance riecheggia quello di un film di Alain Resnais, L'anno scorso a Marienbad, del 1961. La struttura operativa dal 1888, è stato il più grande ospedale psichiatrico d'Italia. Ha cessato la sua attività nel 1978 con l'entrata in vigore della Legge Basaglia.
La performance vede come protagonisti assoluti gli spettatori che sono invitati, all'ingresso dell'area della performance, ad indossare delle scarpe nere che nascondono una calamita. Questo magnete rende difficile e pesante l'incedere sopra a una lastra di metallo stesa sul pavimento di un corridoio al fondo della quale si vede una luce. Procedendo in questo modo poco usuale e difficoltoso gli spettatori possono rivivere una sensazione di disagio che in qualche modo può essere associata alla follia. Lungo il corridoio si aprono delle stanze laterali che hanno ospitato i pazienti nelle quali dei performer pronunciano a bassa voce frasi tratte da lettere scritte dagli internati.
Arrivati alla luce incontrano Marina Abramovic, vestita con un abito rosso che si muove alla musica fluida e vivace di “Mambo italiano” diffusa nella stanza. Quando la musica si interrompe per alcuni secondi la ballerina inizia a muoversi trascinando i piedi pesantemente per tornare ad animarsi al riprendere della musica

### The artist is present, 2010

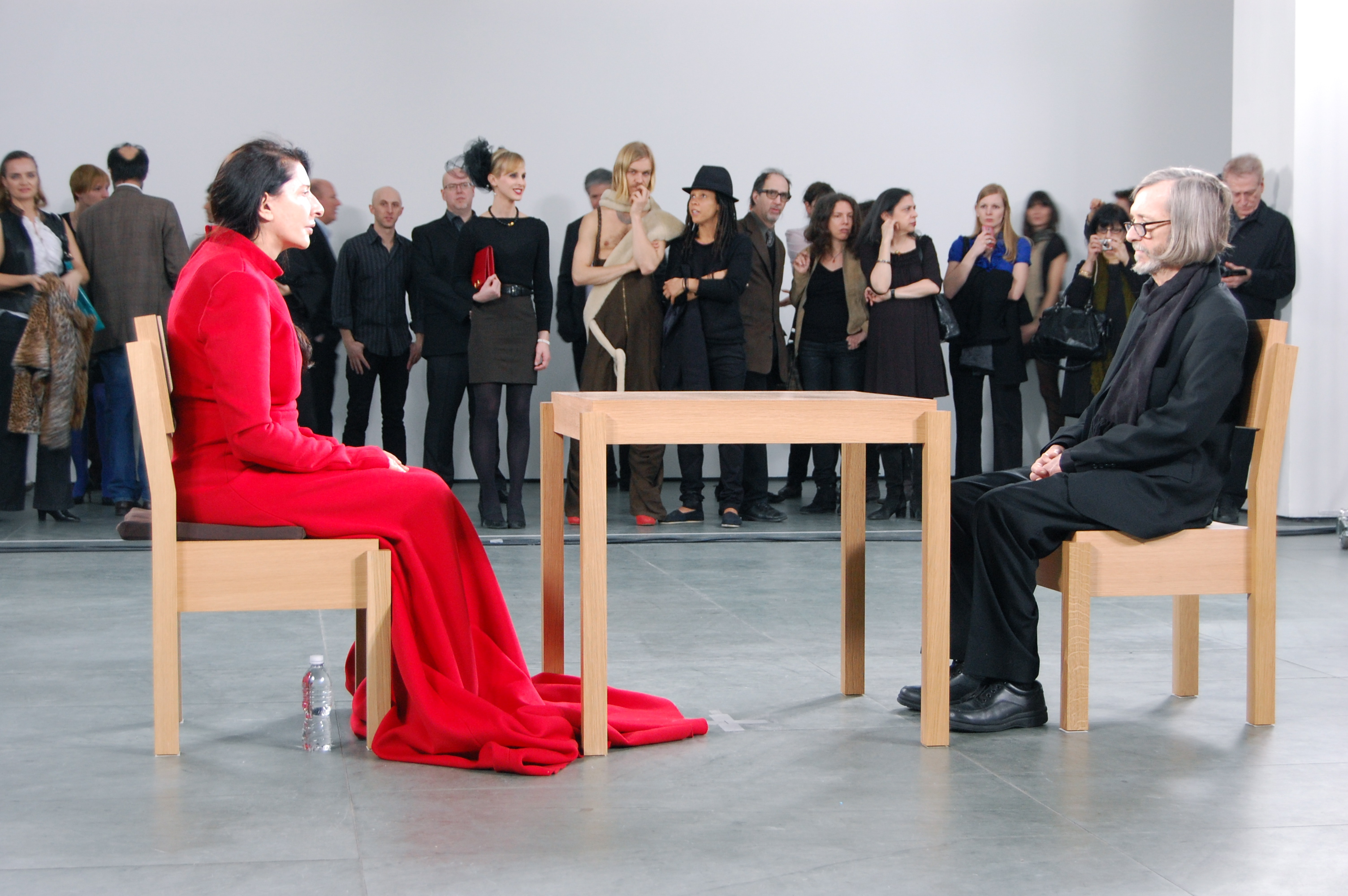
Marina Abramović: The Artist Is Present, al Museum of Modern Art (2010)

Al MoMA di New York in uno spazio aperto in cui è collocato un tavolo e due sedie una a fronte dell'altra, l'artista seduta per otto ore al giorno per circa tre mesi, guarda i visitatori invitati a sedersi. La performance dura 736 ore ed è considerata una delle più lunghe performance della storia del MoMA.
A tale performance si presenta inaspettatamente l’ex compagno Ulay, con cui i rapporti erano precedentemente stati burrascosi a causa di una serie di controversie sulla paternità di alcune opere. La sua presenza dà vita a un memorabile ed intenso momento di riavvicinamento tra i due artisti. 

### The Abramovic Method, 2012
La performance ha avuto luogo a Milano presso il PAC di via Palestro. Il "Metodo Abramović" nasce da una riflessione che l'artista ha sviluppato partendo dalle sue ultime tre performance: The House With the Ocean View (2002), Seven Easy Pieces (2005) e The Artist is Present (2010), esperienze che hanno segnato profondamente il suo modo di percepire il proprio lavoro in rapporto al pubblico. Il pubblico, guidato e motivato dall'artista, è invitato a vivere e sperimentare le sue "installazioni interattive". Le opere con cui il pubblico potrà interagire rimanendo in piedi, seduto o sdraiato, sono realizzate con minerali e legno. L'esperienza è fatta di buio e luce, assenza e presenza, percezioni spazio-temporali alterate. La performance consiste nell'entrare nel mondo del silenzio, lontani dai rumori, rimanere soli con se stessi e allontanarsi per poche ore dalla realtà. Lady Gaga ha partecipato a questa iniziativa, postando un video della performance.
La performance della Abramović al MoMA di New York The Artist is Present del 2010, la preparazione della quale è l'oggetto del film documentario omonimo di Matthew Akers uscito nel 2012, è il tema della pubblicazione Portraits in the Presence of Marina Abramović, dove il fotografo italiano Marco Anelli cattura 1.545 ritratti di forte impatto emotivo del pubblico con l'artista.

## Cataloghi e libri editi in lingua italiana
- Marina Abramović. Artist body. Performances 1969-1998, Milano, Charta, 1998, ISBN 88-8158-175-2.
- Marina Abramović. Public body. Installations and objects 1965-2001, edited by Germano Celant, Milano, Charta, 2001, ISBN 88-8158-295-3.
- Marina Abramović, Milano, Charta, 2002, ISBN 88-8158-365-8.
- Marina Abramović. Student body. Workshops 1979-2003, performances 1993-2003, Milano, Charta, 2003, ISBN 88-8158-449-2.
- Marina Abramović. The House with the Ocean View, Milano, Charta, 2004, ISBN 88-8158-436-0.
- The Biography of Biographies, Milano, Charta, 2004, ISBN 88-8158-495-6.
- Marina Abramović. Balkan Epic, a cura di Adelina von Fürstenberg, Milano, Skira, 2006, ISBN 88-7624-672-X.
- Marina Abramović. 7 easy pieces, Milano, Charta, 2007, ISBN 88-8158-626-6.
- The Abramovic method, 2 voll., Milano, 24 ORE Cultura, 2012. ISBN 978-88-6648-090-7.
- Attraversare i muri. Un'autobiografia, con James Kaplan, Milano, Bompiani Overlook, 2016, ISBN 978-88-452-8319-2.
- Marina Abramović. The cleaner, Venezia, Marsilio, 2018, ISBN 978-88-317-2964-2.

## Film biografici
- Marina Abramović - The Artist Is Present (USA, 2012) di Matthew Akers, documentario, 99'.
- The Space in Between: Marina Abramović and Brazil (BRA, 2016) di Marco del Fiol, 86'.

## Premi e riconoscimenti
- 1997 - Leone d'oro, XLVII Biennale di Venezia
- 2003 - Niedersächsischer Kunstpreis
- 2003 - New York Dance and Performance Award (Bessie Awards)
- 2003 - International Association of Art Critics, Best Show in a Commercial Gallery Award
- 2009 - Premio alla Carriera "Lorenzo il Magnifico", VIII Biennale di Firenze
- 2012 - Orso d'oro, tabloide BZ di Berlino
- 2023 - Premio Sonning[24]
- 2025 - Praemium Imperiale, Giappone[25]